# Kyselina usnová
Kyselina usnová je přírodní látka, derivát dibenzofuranu, která se vyskytuje v několika druzích lišejníků. Izolována byla poprvé německým vědcem W. Knopem roku 1844 a syntetizována byla poprvé mezi lety 1933–1937 Curdem a Robertsonem. Kromě lišejníků se kyselinu usnovou podařilo izolovat z kombuchy a některých vřeckovýtrusných hub.[zdroj?]
V čistém stavu je kyselina usnová hořká, žlutá, pevná látka. V přírodě se vyskytuje v podobě obou svých optických izomerů (pravotočivé i levotočivé formě) jako racemická směs.